# Faris Moumbagna
Faris Pemi Moumbagna (Yaoundé, 1º luglio 2000) è un calciatore camerunese, attaccante dell'Olympique Marsiglia e della nazionale camerunese.

## Carriera

### Club
Moumbagna ha giocato per la Montverde Academy, prima di passare al Bethlehem Steel in data 17 luglio 2018. Si è affermato in squadra nel corso della stagione 2019, in cui ha realizzato 11 reti e ha battuto il precedente record di marcature, detenuto da Seku Conneh, fermatosi a 10. Alla fine di quella stessa annata, il giocatore si è svincolato dal Bethlehem Steel.
Il 18 maggio 2020, Moumbagna ha firmato un contratto triennale con i norvegesi del Kristiansund BK. Ha esordito in Eliteserien il successivo 21 giugno, subentrando a Sondre Sørli nella vittoria per 7-2 arrivata sull'Aalesund. Il 4 ottobre 2020 ha trovato il primo gol nella massima divisione locale, sempre contro l'Aalesund, contribuendo al successo in trasferta della sua squadra col punteggio di 1-2.
Il 26 agosto 2021, Moumbagna è passato in prestito con diritto di riscatto ai danesi del SønderjyskE: ha scelto di vestire la maglia numero 9. Ha debuttato in Superligaen il 27 settembre seguente, sostituendo Emil Kornvig nella sconfitta per 1-0 maturata sul campo dell'Aarhus.
Alla fine del prestito, Moumbagna non è stato riscattato e ha fatto pertanto ritorno al Kristiansund BK. Il 12 gennaio 2023 è stato tesserato dal Bodø/Glimt, firmando un contratto quadriennale. Il 16 febbraio 2023 ha giocato quindi la prima partita con la nuova casacca, nelle competizioni UEFA per club: è stato titolare nel pareggio interno per 0-0 contro il Lech Poznań, sfida valida per gli spareggi dell'Europa Conference League.
Il 10 aprile 2023 ha esordito invece in campionato, sempre da titolare, nella vittoria per 0-2 in casa del Sarpsborg 08. Il 23 aprile è arrivata la prima rete in Eliteserien, nel successo per 0-3 sul campo dell'Aalesund.

### Nazionale
Nel 2023 ha esordito in nazionale; nel medesimo anno ha inoltre partecipato alla Coppa d'Africa.

## Statistiche

### Presenze e reti nei club
Statistiche aggiornate al 24 agosto 2023.
| Stagione               | Club                   | Campionato             | Campionato | Campionato | Coppe nazionali | Coppe nazionali | Coppe nazionali | Coppe continentali | Coppe continentali | Coppe continentali | Supercoppe | Supercoppe | Supercoppe | Totale | Totale |
| Stagione               | Club                   | Comp                   | Pres       | Reti       | Comp            | Pres            | Reti            | Comp               | Pres               | Reti               | Comp       | Pres       | Reti       | Pres   | Reti   |
| ---------------------- | ---------------------- | ---------------------- | ---------- | ---------- | --------------- | --------------- | --------------- | ------------------ | ------------------ | ------------------ | ---------- | ---------- | ---------- | ------ | ------ |
| lug.-dic. 2018         | Bethlehem Steel        | USL                    | 13+2       | 3+1        | -               | -               | -               | -                  | -                  | -                  | -          | -          | -          | 15     | 3      |
| 2019                   | Bethlehem Steel        | USL                    | 25         | 11         | -               | -               | -               | -                  | -                  | -                  | -          | -          | -          | 25     | 11     |
| Totale Bethlehem Steel | Totale Bethlehem Steel | Totale Bethlehem Steel | 40         | 15         |                 | -               | -               |                    | -                  | -                  |            | -          | -          | 40     | 15     |
| 2020                   | Kristiansund BK        | ES                     | 24         | 4          | -               | -               | -               | -                  | -                  | -                  | -          | -          | -          | 24     | 4      |
| gen.-ago. 2021         | Kristiansund BK        | ES                     | 11         | 0          | CN              | -               | -               | -                  | -                  | -                  | -          | -          | -          | 11     | 0      |
| ago. 2021-2022         | SønderjyskE            | SL                     | 10         | 0          | CD              | 4               | 1               | -                  | -                  | -                  | -          | -          | -          | 14     | 1      |
| ago.-dic. 2022         | Kristiansund BK        | ES                     | 14         | 5          | CN              | -               | -               | -                  | -                  | -                  | -          | -          | -          | 14     | 5      |
| Totale Kristiansund BK | Totale Kristiansund BK | Totale Kristiansund BK | 49         | 9          |                 | 0               | 0               |                    | -                  | -                  |            | -          | -          | 49     | 9      |
| 2022                   | Bodø/Glimt             | ES                     | -          | -          | CN              | 2               | 0               | UECL               | 2                  | 0                  | -          | -          | -          | 4      | 0      |
| 2023                   | Bodø/Glimt             | ES                     | 28         | 15         | CN              | 5               | 3               | UECL               | 12                 | 6                  | -          | -          | -          | 45     | 24     |
| Totale Bodø/Glimt      | Totale Bodø/Glimt      | Totale Bodø/Glimt      | 28         | 15         |                 | 7               | 3               |                    | 14                 | 6                  |            | -          | -          | 49     | 24     |
| gen.-giu. 2024         | Olympique Marsiglia    | L1                     | 13         | 3          | CF              | 0               | 0               | UEL                | 7                  | 1                  | -          | -          | -          | 20     | 4      |
| Totale carriera        | Totale carriera        | Totale carriera        | 140        | 42         |                 | 11              | 4               |                    | 21                 | 7                  |            | -          | -          | 172    | 53     |

### Cronologia presenze e reti in nazionale
| Cronologia completa delle presenze e delle reti in nazionale ― Camerun | Cronologia completa delle presenze e delle reti in nazionale ― Camerun | Cronologia completa delle presenze e delle reti in nazionale ― Camerun | Cronologia completa delle presenze e delle reti in nazionale ― Camerun | Cronologia completa delle presenze e delle reti in nazionale ― Camerun | Cronologia completa delle presenze e delle reti in nazionale ― Camerun | Cronologia completa delle presenze e delle reti in nazionale ― Camerun | Cronologia completa delle presenze e delle reti in nazionale ― Camerun |
| Data                                                                   | Città                                                                  | In casa                                                                | Risultato                                                              | Ospiti                                                                 | Competizione                                                           | Reti                                                                   | Note                                                                   |
| ---------------------------------------------------------------------- | ---------------------------------------------------------------------- | ---------------------------------------------------------------------- | ---------------------------------------------------------------------- | ---------------------------------------------------------------------- | ---------------------------------------------------------------------- | ---------------------------------------------------------------------- | ---------------------------------------------------------------------- |
| 17-11-2023                                                             | Yaoundé                                                                | Camerun                                                                | 3 – 0                                                                  | Mauritania                                                             | Qual. Mondiali 2026                                                    | -                                                                      | 70’                                                                    |
| 21-11-2023                                                             | Tripoli                                                                | Libia                                                                  | 1 – 1                                                                  | Camerun                                                                | Qual. Mondiali 2026                                                    | -                                                                      | 70’                                                                    |
| 15-1-2024                                                              | Yamoussoukro                                                           | Camerun                                                                | 1 – 1                                                                  | Guinea                                                                 | Coppa d'Africa 2024 - 1º turno                                         | -                                                                      | 85’                                                                    |
| 19-1-2024                                                              | Yamoussoukro                                                           | Senegal                                                                | 3 – 1                                                                  | Camerun                                                                | Coppa d'Africa 2024 - 1º turno                                         | -                                                                      | 74’                                                                    |
| 23-1-2024                                                              | Bouaké                                                                 | Gambia                                                                 | 2 – 3                                                                  | Camerun                                                                | Coppa d'Africa 2024 - 1º turno                                         | -                                                                      | 72’                                                                    |
| 27-1-2024                                                              | Abidjan                                                                | Nigeria                                                                | 2 – 0                                                                  | Camerun                                                                | Coppa d'Africa 2024 - Ottavi di finale                                 | -                                                                      | 90+6’                                                                  |
| 8-6-2024                                                               | Yaoundé                                                                | Camerun                                                                | 4 – 1                                                                  | Capo Verde                                                             | Qual. Mondiali 2026                                                    | -                                                                      | 84’                                                                    |
| 11-6-2024                                                              | Luanda                                                                 | Angola                                                                 | 1 – 1                                                                  | Camerun                                                                | Qual. Mondiali 2026                                                    | -                                                                      | 81’                                                                    |
| Totale                                                                 |                                                                        | Presenze                                                               | 8                                                                      |                                                                        | Reti                                                                   | 0                                                                      |                                                                        |

## Palmarès
- Campionato norvegese: 1

Bodø/Glimt: 2023